# Македония (1888 – 1893)
Вижте пояснителната страница за други значения на Македония.
„Македония“ е български вестник, редактиран от Коста Шахов и излизал в Русе и София, от 1888 до 1912 година.
Вестникът е основан в 1888 година от Шахов в Русе, като седмичник, излизащ в петък. Печата се в печатница Стоян Ив. Роглев. От 26 брой през 1889 година излиза в София. От началото на втората си годишнина излиза два пъти седмично, но от 21 брой на втората си годишнина – отново седмично. Печата се и в печатници „Либералний клуб“, „Стоенчо х. Тачев“ и „Македония“ в София.
В уводната статия на първия брой пише че:
| „ | Всеки вече ясно вижда как в нашата нещастна татковина Македония от ден на ден става животът по-тежък и по-несносен на нашите братя българи...Как там всичко българско е подложено на страшни изкушения и мъки... | “ |

| Годишнина | Броеве | Дата                                |
| --------- | ------ | ----------------------------------- |
| I         | 1 – 52 | 21 октомври 1888 – 26 октомври 1889 |
| II        | 1 – 44 | 5 ноември 1889 – 9 декември 1890    |
| III       | 26     | 12 януари 1891 – 1 октомври 1893    |

„Македония“ е единственият вестник през 1880-те години, посветен изцяло на проблемите на Македония. Основната му цел е подобряване на положението на българите и извоюване на автономия за Македония и Одринско. „Македония“ има отрицателно отношение към провежданата от правителството на Стефан Стамболов външна политика и затова Шахов е преследван многократно от властите. Вестникът се бори с гръцката и сръбската пропаганда в Македония, доказва българщината на македонското население и смята националното обединение като условие за съществуването и прогреса на българската нация. Разпространява се и в Османската империя. От март 1891 до май 1893 година не излиза временно, заменен от вестник „Странник“.
Вестникът излиза до 1 октомври 1893 година, когато Шахов започва да издава „Глас македонски“.